# Пятницкое (Смоленская область)
Пятницкое — деревня в Краснинском районе Смоленской области России. Входит в состав Малеевского сельского поселения. Население — 4 жителя (2007 год).
Расположена в западной части области в 14 км к югу от Красного, в 16 км южнее автодороги Р135 (Смоленск — Красный — Гусино), на берегу реки Каменка. В 34 км севернее деревни расположена железнодорожная станция Гусино на линии Москва — Минск.

## История
В годы Великой Отечественной войны деревня была оккупирована гитлеровскими войсками в июле 1941 года, освобождена в сентябре 1943 года.
С 2004 по 2017 год деревня входила в состав Октябрьского сельского поселения.